# Eero Tapio
Eero Tapio (Muhos, Finlandia; 3 de marzo de 1941 – Oulu, 17 de diciembre de 2022) fue un luchador olímpico finlandés que fue una vez campeón mundial y una vez campeón europeo.

## Biografía
Participó en los Juegos Olímpicos en las ediciones de 1964, 1968 y 1972, terminando en quinto lugar en Tokio 1964 y en sexto lugar en Múnich 1972. Fue campeón mundial en Nueva Delhi en 1967 en la categoría de -70 kg y subcampeón mundial en Mar del Plata 1972 en la categoría de -74 kg. También fue semifinalista en las ediciones de Manchester 1965 y Toledo 1966, donde ganó la medalla de bronce en la categoría de -70 kg.
A nivel europeo fue campeón en la edición de Modena 1969 en la categoría de -74 kg y subcampeón dos años antes en Minsk en la categoría de -70 kg.

## Vida personal
Fue hijo de un granjero, se dedicó a varios empleos como pintor, conserje, entrenador de lucha, y oficial deportivo. Entre los años 1970 y años 1980 trabajó con la selección nacional de lucha y tuvo dos hijos nacidos en 1966 y 1968 y ganó el premio a la personalidad deportiva de Finlandia en 1967.